# В'язень (вірш)
«В'я́зень» — вірш Лесі Українки, написаний у селі Колодяжному в 1889 році.
Вперше надруковано в журналі «Зоря», 1889, № 23, стор. 335. Автограф — ІЛІШ, ф. 2, № 747, стор. 1 — 4. Датується 1889 р. на підставі першодруку.
Опубліковане у збірці «На крилах пісень», К., 1904, стор. 20 — 22.